# خون خواهد گفت
خون خواهد گفت (به انگلیسی: Blood Will Tell) که در ژاپن تحت عنوان دورورو (به ژاپنی: どろろ) عرضه شد، عنوان یک بازی ویدئویی به سبک اکشن-ماجراجویی از محصولات شرکت سگا است که در سال ۲۰۰۴ تنها برای کنسول پلی‌استیشن ۲ عرضه شد. این بازی بر اساس مجموعه مانگای ژاپنی دورورو به قلم اوسامو تزوکا ساخته شده است.

## نقدها
- گیم‌اسپات – ۷٫۳.[۱]
- آی‌جی‌ان – ۶٫۸.[۲]